# Tulla exonoma
Tulla exonoma är en fjärilsart som beskrevs av Edward Meyrick 1899. Tulla exonoma ingår i släktet Tulla och familjen Crambidae. Inga underarter finns listade i Catalogue of Life.